# État des communes à la fin du XIXe siècle
L'État des communes à la fin du XIXe siècle est une suite de monographies, notices historiques et renseignements administratifs sur les communes françaises de l'ancien département de la Seine entreprise par l'archiviste Fernand Bournon, de la Direction des Affaires Départementales de la Seine.
Elle est publiée sous les auspices du Conseil général de la Seine, Montévrain, imprimerie de l’école d'Alembert, 1896-1906.
En décrivant de façon précise les communes et villages entourant Paris, cette série d'études joue un rôle similaire à l' Histoire de la ville et de tout le diocèse de Paris, completée par l' Histoire de la banlieue ecclésiastique de Paris, écrite par l'abbé Lebeuf, qui présente les paroisses de l'Île-de-France au XVIIIe siècle. En 1890, Fernand Bournon publia d'ailleurs aux éditions H. Champion, une réédition de cet ouvrage, ajoutée de rectifications et additions.

## Liste des communes étudiées

### Hauts-de-Seine
- Antony[2].
- Arcueil-Cachan[3].
- Asnières-sur-Seine[4].
- Châtenay, ancien nom de Châtenay-Malabry[5].
- Châtillon dans les Hauts-de-Seine[6].
- Clamart[7].
- Clichy[8].
- Fontenay-aux-Roses[9].
- Gennevilliers.
- Issy-les-Moulineaux[10].
- Le Plessis-Robinson, à l'époque dénommé Le Plessis-Piquet[11].
- Levallois-Perret[12].
- Malakoff[13].
- Nanterre, préfecture du département[14].
- Neuilly-sur-Seine[15].
- Sceaux[16].
- Vanves[17].

### Seine-Saint-Denis
- Aubervilliers[18].
- Bagnolet[19].
- Bobigny[20].
- Bondy[21].
- Drancy[22].
- Dugny[23].
- La Courneuve[24].
- L'Ile-Saint-Denis[25].
- Le Bourget[26].
- Le Pré-Saint-Gervais[27].
- Les Lilas[28].
- Les Pavillons-sous-Bois[29].
- Noisy-le-Sec[30].
- Pantin[31].
- Pierrefitte-sur-Seine[32].
- Romainville[33].
- Rosny-sous-Bois[34].
- Saint-Denis, préfecture du département de la Seine-Saint-Denis[35].
- Saint-Ouen-sur-Seine[36].
- Stains[37].
- Villemomble[38].
- Villetaneuse[39].

### Val-de-Marne
- Alfortville[40].
- Bonneuil-sur-Marne[41].
- Bourg-la-Reine[42].
- Bry-sur-Marne[43].
- Charenton-le-Pont[44].
- Chevilly-Larue, à l'époque dénommée Chevilly[45].
- Choisy-le-Roi[46].
- Créteil, préfecture du département[47].
- Fontenay-sous-Bois[48].
- Fresnes[49].
- L'Hay-les-Roses[50].
- Ivry-sur-Seine, en 1904.
- Joinville-le-Pont, en 1906.
- Le Kremlin-Bicêtre, en 1896 (Volume 71).
- Maisons-Alfort, en 1904[51].
- Orly[52].
- Saint-Maur-des-Fossés[53].
- Saint-Maurice dans le Val-de-Marne[54].
- Villejuif[55].